# مالندال
مالندال (به سوئدی: Mölndal) یک منطقهٔ مسکونی در سوئد است که در Mölndal Municipality واقع شده‌است.

## خواهرخوانده
شهرهای برکن، نوردراین-وستفالن، کنتربری و Albertslund خواهرخوانده‌های مالندال هستند.